# Tofua

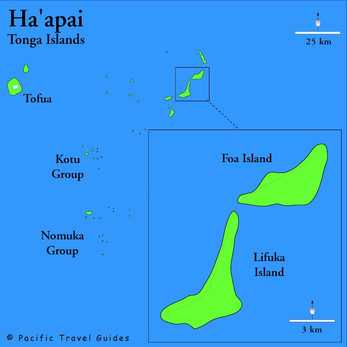
Ha'apaiöarna, Kao på den vänstra sidan

Tofua (tonganska Ko Tofua) är en ö i ögruppen Ha'apaiöarna som tillhör Tonga i södra Stilla havet.

## Historia
Ön upptäcktes av brittiske James Cook 1774 under ett pågående vulkanutbrott. Den 28 april 1789 utbröt myteriet på Bounty under Fletcher Christian strax sydväst om Tofua där den avsatte kapten William Bligh och några besättningsmedlemmar sattes i en livbåt i havet. Gruppen landsteg då på Tofua. 1854 evakuerades Tofua efter beslut av kung George Tupou I inför ett hotande vulkanutbrott. Befolkningen flyttades till ön Kotu. Idag saknar ön permanenta bosättare dock bor en grupp kavaodlare av och till på ön. Vulkanen har haft ett rad utbrott i modern tid där det senaste inträffade kring 1958.
1968 publicerades en artikel i tidningen National Geographic med uppgifter om att Blighs grotta hade hittats, dessa uppgifter motbevisades dock av svenske Bengt Danielsson 1985 i tidningen Pacific Islands Monthly.
2008 spenderade schweizaren Xavier Rosset nästan 10 månader på ön med en machete och sin kniv som enda verktyg.

## Geografi
Tofua ligger cirka 80 km väster om Lifuka och ca 155 kilometer norr om Tongatapu. Ön är en vulkanö och har en areal om cirka 55.63 km² och ligger endast ca 6 km sydväst om ön Kao. I öns mitt finns en stor kratersjö. Vulkantoppen når en höjd på ca 515 m ö.h. Förvaltningsmässigt är ön del i distriktet Ha'apai division (2).